# Цяньян
Цянья́н (кит. упр. 千阳, пиньинь Qiānyáng, буквально: «с янской (северной) стороны от реки Цяньшуй») — уезд городского округа Баоцзи провинции Шэньси (КНР).

## История
При империи Цинь здесь была создана область Цянь (汧邑). После основания империи Хань области были преобразованы в уезды — так появился уезд Цяньсянь (汧县). При основании империи Хань Лю Бан выделил часть уезда в отдельный уезд Юйми (隃麋县), названный так в честь водоёма, существовавшего в эпоху Чжоу к востоку от столицы царства Цинь. Во времена диктатуры Ван Мана уезд был переименован в Футин (扶亭县), но при империи Восточная Хань ему было возвращено название Юйми, при этом первый иероглиф 隃 был заменён на омонимичный иероглиф 渝. В эпоху Троецарствия уезд Юйми был вновь присоединён к уезду Цяньсянь.
При империи Северная Вэй В 445 году уезд Цяньсянь был переименован в уезд Цяньинь (汧阴县). В 526 году юго-восточная часть уезда Цяньинь была выделена в уезд Чаншэ (长蛇县), названный по реке Чаньшэчуань.
При империи Северная Чжоу в 570 году восточная часть бывшего уезда Юйми была выделена из уезда Чаншэ в отдельный уезд Цяньян (汧阳县). В 580 году была создана область Лунчжоу (陇州), и уезд вошёл в её состав.
При монгольской империи Юань в 1317 году в составе области Лунчжоу остался лишь один уезд — Цяньян. После основания империи Мин в 1369 году область Лунчжоу была подчинена Фэнсянской управе (凤翔府). В 1559 году уезд Цяньян был выведен из состава области и подчинён напрямую Фэнсянской управе.
После Синьхайской революции в Китае была проведена реформа структуры административного деления, и области с управами были упразднены.
Во время гражданской войны эти места были заняты войсками коммунистов в июле 1949 года. В 1950 году был создан Специальный район Баоцзи (宝鸡专区), и уезд вошёл в его состав. В 1956 году Специальный район Баоцзи был расформирован, и уезд перешёл в прямое подчинение властям провинции Шэньси. В 1958 году уезд Цяньян был присоединён к уезду Лунсянь. В сентябре 1961 года Специальный район Баоцзи был создан вновь, и восстановленный уезд Цяньян вошёл в его состав. В 1964 году в связи с государственной политикой по упрощению иероглифов написание названия уезда было изменено с 汧阳县 на 千阳县. В 1969 году Специальный район Баоцзи был переименован в Округ Баоцзи (宝鸡地区). В 1971 году округ Баоцзи был опять расформирован, и уезд перешёл в подчинение властям города Баоцзи. В 1979 году округ Баоцзи был создан вновь, и уезд перешёл в подчинение властям округа.
В 1980 году были расформированы округ Баоцзи и город Баоцзи, и создан Городской округ Баоцзи; уезд вошёл в состав городского округа.

## Административное деление
Уезд делится на 7 посёлков.